# El ruiseñor y el calesero
El ruiseñor y el calesero es una fábula de Mariano Melgar, en la que critica la subordinación de los gustos del pueblo a los caprichos advenedizos de la gente del poder. El calesero es el conductor de la calesa, especie de carreta urbana muy popular a finales del siglo XVIII y principio del siglo XIX.
El calesero se queja amargamente porque no puede huir de su alienación cultural:

"El buen gusto mis amos me han formado;

De la niña y su amor se les da un pito

Pero el teatro levan a los cielos,

Y hay bravos y palmadas a porfía,

Cuando hay encantador, diablos y vuelos"

Aquí hace referencia a las obras mediocres que solo por ser protagonizadas o escritas por personajes europeos eran puestos en cartelera, y que, según él, apabullaban la verdadera manifestación cultural del pueblo.

## Publicación
La fábula fue publicada en Lima en 1813 en el periódico El investigador, N°32.
- Datos: Q5826530